# Narcao
Narcao (en sard, Narcau) és un municipi italià, dins de la província de Sardenya del Sud. L'any 2007 tenia 3.365 habitants. Es troba a la regió de Sulcis-Iglesiente. Limita amb el municipi de Carbonia, Iglesias, Nuxis, Perdaxius, Siliqua (CA), Villamassargia i Villaperuccio.

## Administració
| Període | Identitat        | Partit        |
| ------- | ---------------- | ------------- |
| 2005-   | Gianfranco Tunis | Llista Cívica |